# 2022年世界短道速滑锦标赛
2022年世界短道速滑锦标赛于2022年4月8日至10日在加拿大蒙特利尔举行。这是蒙特利尔历史上第五次举办世界短道速滑锦标赛。比赛原定在2022年3月18日至20日间进行，然而受2019冠状病毒病疫情影响而被推迟至同年4月进行。
比赛开赛时，全球依旧受2019冠状病毒病疫情困扰，加拿大政府要求所有入境该国的人员必须完成该国认可的疫苗之全程接种。同时，相关人员必须遵守国际滑冰联盟制定的防疫指导方针，包括在规定场合下佩戴口罩、保持社交距离、定期接受病毒检测等。

## 赛程安排
以下是此次比赛的赛程安排，所有时间均为大西洋标准时间：
| 日期    | 项目           |
| ------- | -------------- |
| 4月8日  | 资格赛         |
| 4月9日  | 女子1500米     |
| 4月9日  | 男子1500米     |
| 4月9日  | 女子500米      |
| 4月9日  | 男子500米      |
| 4月10日 | 女子1000米     |
| 4月10日 | 男子1000米     |
| 4月10日 | 女子3000米     |
| 4月10日 | 男子3000米     |
| 4月10日 | 女子3000米接力 |
| 4月10日 | 男子5000米接力 |

## 奖牌榜
*   主办国家/地区（加拿大）
| 排名                     | 国家 / 地区              | 金牌 | 銀牌 | 銅牌 | 总计 |
| ------------------------ | ------------------------ | ---- | ---- | ---- | ---- |
| 1                        |                          | 6    | 2    | 4    | 12   |
| 2                        | 匈牙利                   | 4    | 0    | 0    | 4    |
| 3                        | 加拿大*                  | 1    | 8    | 1    | 10   |
| 4                        | 荷蘭                     | 1    | 1    | 5    | 7    |
| 5                        | 法國                     | 0    | 1    | 0    | 1    |
| 6                        | 比利时                   | 0    | 0    | 2    | 2    |
| 总计（共6个国家 / 地区） | 总计（共6个国家 / 地区） | 12   | 12   | 12   | 36   |

## 奖牌得主

### 男子
| 项目         | 金牌                                             | 金牌     | 银牌                                                             | 银牌     | 铜牌                                                                                      | 铜牌     |
| 全能         | 刘少昂 · 匈牙利                                  | 104分    | 帕斯卡尔·迪翁 · 加拿大                                           | 63分     | 李俊瑞 ·                                                                                  | 55分     |
| 500公尺      | 刘少昂 · 匈牙利                                  | 40.573   | 康坦·费尔科克 · 法國                                             | 40.674   | 斯泰因·德斯梅特 · 比利时                                                                  | 40.710   |
| 1000公尺     | 刘少昂 · 匈牙利                                  | 1:25.462 | 李俊瑞 ·                                                         | 1:25.529 | 郭潤起 ·                                                                                  | 1:25.662 |
| 1500公尺     | 刘少昂 · 匈牙利                                  | 2:15.096 | 帕斯卡尔·迪翁 · 加拿大                                           | 2:15.644 | 斯泰因·德斯梅特 · 比利时                                                                  | 2:15.716 |
| 3000公尺     | 帕斯卡尔·迪翁 · 加拿大                           | 4:42.214 | 李俊瑞 ·                                                         | 4:42.306 | 辛基·克奈格特 · 荷蘭                                                                      | 4:42.721 |
| 5000公尺接力 | · Han Seung-soo · 郭潤起 · 李俊瑞 · Park In-wook | 6:56.709 | 荷蘭 · 伊特扎克·德拉特 · Friso Emons · 辛基·克奈格特 · 斯文·鲁斯 | 6:56.786 | 加拿大 · 帕斯卡尔·迪翁 · 史蒂文·迪布瓦 · 夏尔·阿默兰 · 若爾當·皮埃爾-吉勒 · 馬克西姆·勞恩 | 6:56.807 |

### 女子
| 项目         | 金牌                                              | 金牌     | 银牌                                                                               | 银牌     | 铜牌                                                                       | 铜牌     |
| 全能         | 崔珉禎 ·                                          | 107分    | 基姆·布廷 · 加拿大                                                                 | 84分     | 桑德拉·貝爾塞伯 · 荷蘭                                                     | 53分     |
| 500公尺      | 桑德拉·貝爾塞伯 · 荷蘭                            | 42.476   | 基姆·布廷 · 加拿大                                                                 | 42.570   | 婭拉·范克爾霍夫 · 荷蘭                                                     | 42.642   |
| 1000公尺     | 崔珉禎 ·                                          | 1:27.956 | 基姆·布廷 · 加拿大                                                                 | 1:28.076 | 桑德拉·貝爾塞伯 · 荷蘭                                                     | 1:29.144 |
| 1500公尺     | 崔珉禎 ·                                          | 2:23.594 | 基姆·布廷 · 加拿大                                                                 | 2:24.201 | 徐輝旻 ·                                                                   | 2:24.455 |
| 3000公尺     | 崔珉禎 ·                                          | 5:05.641 | 基姆·布廷 · 加拿大                                                                 | 5:05.734 | 徐輝旻 ·                                                                   | 5:06.840 |
| 3000公尺接力 | · 崔珉禎 · 金雅朗 · 徐輝旻 · 沈錫希 · Park Ji-yun | 4:09.683 | 加拿大 · 基姆·布廷 · 弗洛朗丝·布吕内勒 · 艾莉森·查尔斯 · 考特妮·萨罗 · 达娜埃·布莱 | 4:09.717 | 荷蘭 · 里安妮·德弗里斯 · 塞爾瑪·保茨馬 · 婭拉·范克爾霍夫 · 桑德拉·貝爾塞伯 | 4:09.779 |

## 参赛国家和地区
共有28个国家和地区派出选手参加该届世界锦标赛。因俄罗斯联同白俄罗斯于2022年2月入侵乌克兰，国际滑冰联盟决定禁止来自俄罗斯和白俄罗斯的运动员参加此次比赛。另外，中国也因2019冠状病毒病疫情决定放弃参赛。
1. 奥地利
2. 比利时
3. 保加利亚
4. 加拿大
5. 捷克
6. 法國
7. 德国
8. 英国
9. 匈牙利
10. 爱尔兰
11. 以色列
12. 義大利
13. 拉脫維亞
14. 荷蘭
15. 菲律賓
16. 波蘭
17. 塞爾維亞
18. 新加坡
19. 斯洛伐克
20. 斯洛維尼亞
21. 瑞士
22. 土耳其
23. 乌克兰
24. 美国